# Hans Erdmann
Hans Erdmann (né le 7 novembre 1882 à Breslau et mort le 21 novembre 1942  à Berlin) est un compositeur allemand de musique de films.

## Biographie
Hans Erdmann fut en 1921 le directeur artistique de la Prana Film.

## Filmographie
- 1922 : Nosferatu le vampire (Nosferatu, eine Symphonie des Grauens) de Friedrich Wilhelm Murnau
- 1933 : Le Testament du docteur Mabuse (Das Testament des Dr. Mabuse) de Fritz Lang
- 1936 : August der Starke de Paul Wegener